# ZooMontana
Koordinaten: 45° 43′ 53″ N, 108° 37′ 23″ W
Der ZooMontana ist ein zoologischer Garten in Billings im US-Bundesstaat Montana und der einzige Zoo des Bundesstaates. Der Zoo wurde 1992 eröffnet und ist Mitglied der American Zoo and Aquarium Association (AZA). Auf einer Gesamtfläche von 28 Hektar finden sich heute ca. 100 Tiere in 58 Arten. Die Tiere leben in Anlagen, die ihrem natürlichen Lebensräumen nachempfunden sind. Der Zoo ist auf Wildtiere spezialisiert, die in Montana, den Rocky Mountains und anderen Regionen mit kalten Temperaturen am oder nördlich des 45. Breitengrades heimisch sind. In den geschlossenen Anlagen leben Tiere aus aller Welt, die weder heimisch noch an die kalten Temperaturen angepasst sind. Der Zoo ist das ganze Jahr über geöffnet, außer an Thanksgiving, Weihnachten, Neujahr und Ostern, und schließt auch, wenn die Temperatur unter 0 °F (−17,8 °C) fällt. Der Zoo empfängt jährlich mehr als 80.000 Besucher.